# 5720 Halweaver
5720 Halweaver este un asteroid care intersectează orbita planetei Marte.

## Descriere
5720 Halweaver este un asteroid care intersectează orbita planetei Marte. Asteroidul prezintă o orbită caracterizată de o semiaxă mare de 2,29 ua, o excentricitate de 0,31 și o înclinație de 23,5° în raport cu ecliptica.